# 豹1型坦克
豹1型戰車（德語：Kampfpanzer Leopard 1）是西德於冷戰時期研製的一款主力戰車，為第二次世界大戰後該國首次自主研製並服役的國產戰車，為歐洲多國所使用。

## 簡要
豹1型戰車的開發始於1950年代後期，德國聯邦國防軍計劃取代美國援助的M47巴頓坦克，因此於1957年與法國聯合研製新一代「歐洲戰車」（或稱「標準戰車」），直到1963年因設計和採用廠商意見的分歧而告終，法國以新戰車為基礎發展了AMX-30戰車，德國則以此研製為豹1型戰車。當時由於反戰車高爆彈的迅速發展，使裝甲對戰車起到的防護作用越來越有限，因此新式戰車在設計上著重於發揚火力與機動性，其採用當時廣受好評的英國皇家兵工廠L7A3 105公釐線膛炮，並有著結合高推重比與現代化懸吊系統帶來的優秀機動性。1963年，豹1型戰車獲德國聯邦國防軍正式採用，自1965年開始生產。豹1型戰車共生產4,744輛，另有1,741輛為以其底盤改造的變形車、80輛原型車和試驗車。
豹1型戰車問世後很快便在外銷市場大獲成功，為歐洲多國軍隊所裝備，並長時間作為各國主力裝甲戰鬥車輛使用，至1990年代，豹1型戰車才陸續退居二線，由豹2型戰車取而代之。目前大量裝備現役豹1型戰車的國家有希臘（520輛）、土耳其（397輛）、巴西（378輛）、智利（202輛）等，其大多經過現代化升級，改進電子設備、火炮和裝甲以具備對應現代多重威脅的能力。

## 研發簡史

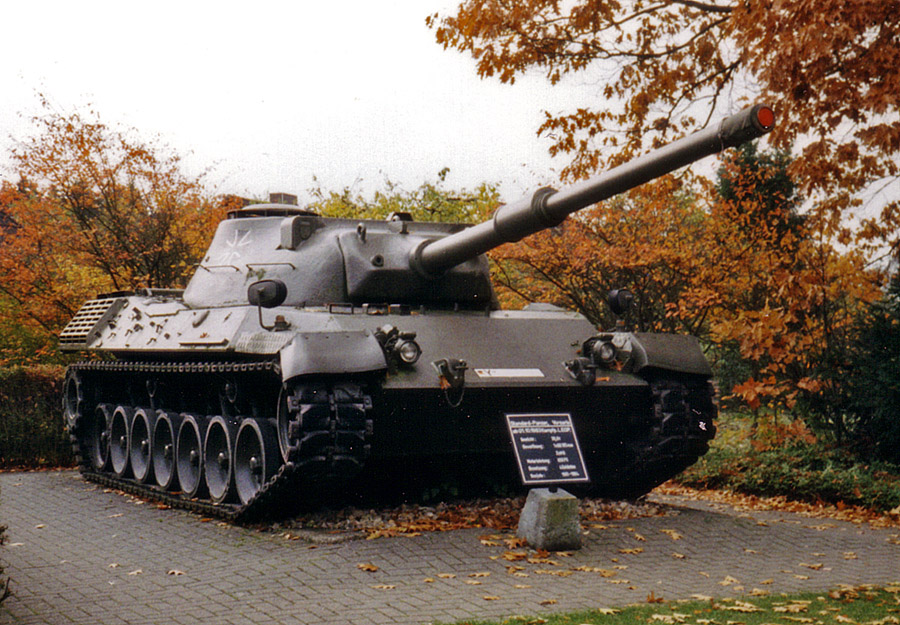
豹1型樣車

豹1型坦克原自西德和法國於1956年訂立的共同的坦克研發項目，之後意大利也於1958年加入，目的是要取代三國當時使用的軍援美製坦克，根據協議德法兩國要各自研發一種坦克作為評估測試，最後決定由哪一國的設計作為三國共同使用的坦克，但後來由於德國和法國在坦克設計上的意見分歧，此項目告吹，德國繼續發展豹1型而法國研發出AMX-30，至於意大利則向美國購買M60。但意大利於1970年購買200輛豹1型後取得授權，生產了880輛豹1型，成為繼西德後第二個生產豹1型的國家，而且以豹1型為基礎研發出OF-40主戰坦克。

## 設計特點和型號
豹1型首批6輛樣車於1961年7月開始生產，豹1型的早期生產型名為基本型，主炮為英國L7線膛炮，炮塔是帶有孤度曲面組成的鑄造件，炮塔兩側各有一個突出的光學測距儀，炮塔後方有個雜物籃，車頂有一挺由裝填手操作的MG-3防空機槍，而其同軸機槍也同樣是MG-3，豹1型的射控由炮手全權負責，車長則專心搜索目標，當找到目標利用超越控制，炮塔就會自動轉到目標方位，方便炮手瞄準開火，車長除了有360度觀測窗之外還有和炮手一樣的操作設備，必要時也可以操作主炮進行瞄準開火。車身為桿接結構，車輪為7對並以扭力桿式懸掛系統承載，其中除了第4和第5對車輪之外其餘都有油壓減震器，數目較多的車輪可以減少車高和接地壓力，豹1型重達40噸，雖比AMX-30的36噸要重，但由於使用由MTU研發的830匹馬力MB838CaM-500柴油發動機，故其機動性與之同級，豹1型可以涉水深2.25公尺，若加上通氣管更可涉水深達4公尺，整體來說，豹1型在機動力和火力两方面都有均衡而良好的表現。
車身與裝甲設計
豹一戰車的車體由焊接鋼材打造，車體分隔成動力艙與戰鬥艙。車體正面裝甲設計為30度傾斜角、厚70公厘，等效厚度140公厘。側面裝甲平均厚度30-35公厘。底盤與車尾裝甲厚度20-25公厘。
砲塔材質為鑄造式鋼殼，裝甲厚度60公厘，砲塔總重量9公噸，由於整體厚度較英美戰車薄，因此砲塔較M48（12公噸）與酋長式（15公噸）要輕。缺乏的防禦力原先是以機動力彌補，至A4版本後增裝中空間隙裝甲提升對破甲彈與聚能裝藥彈頭的防禦力。

### 豹1A1

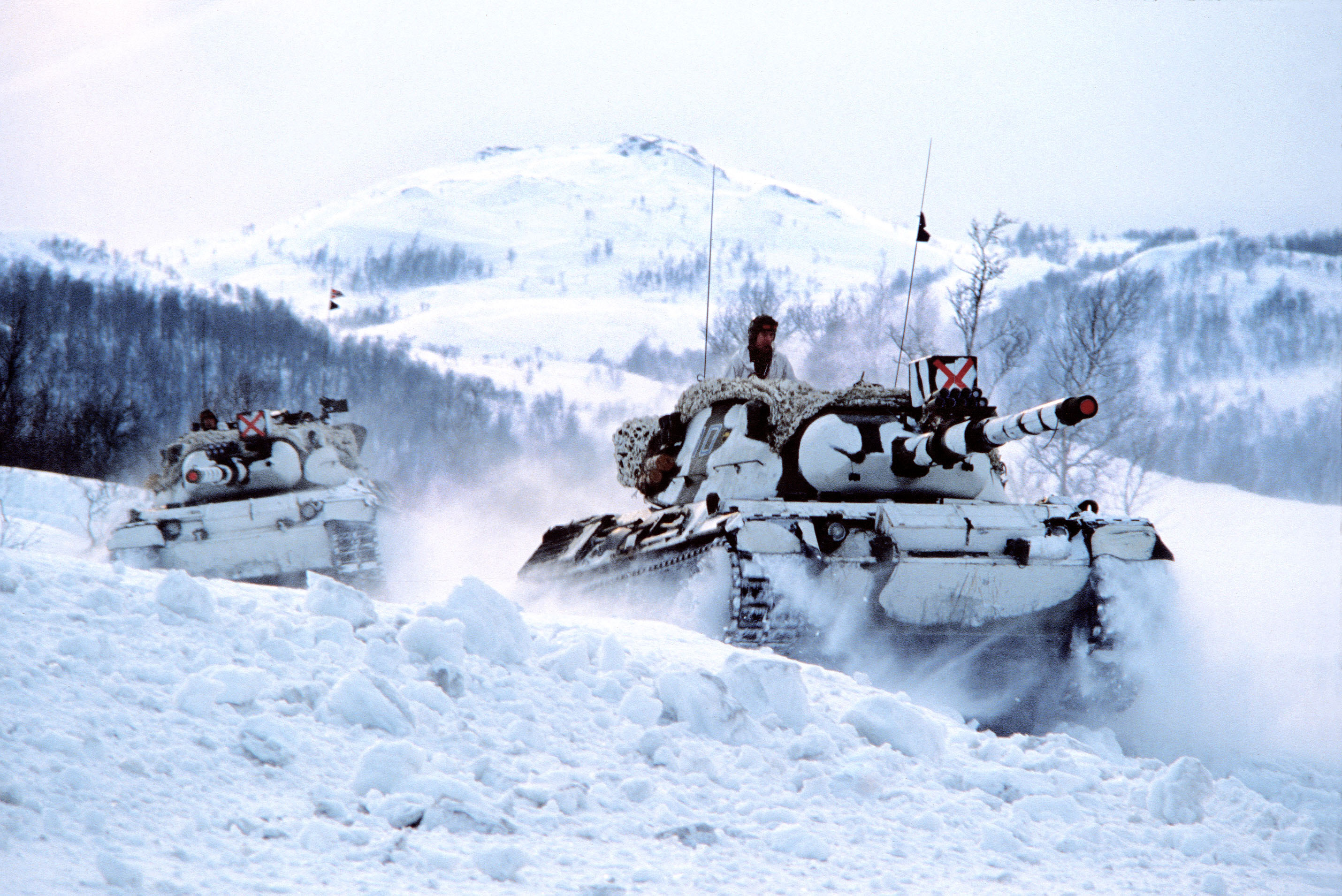
挪威的豹1A1

1965年9月開始生產的豹1A1和豹1基本型相比，炮塔左側的艙蓋由方形改為圓形而炮塔後方的雜物籃也略為放大，主炮加上垂直和水平穩定器，炮盾左側加上了作為紅外線夜視器光源的燈箱，豹1基本型很多都被改造成豹1A1。

### 豹1A2
豹1A2和豹1A1的外表無甚分別，豹1A2的炮塔兩側的光學测距儀由圓形改為圓柱形，此外車身兩側加上側裙裝甲，內部來說是加強裝甲防護，加裝空氣過濾器和核生化武器防護設備。

### 豹1A3和豹1A4

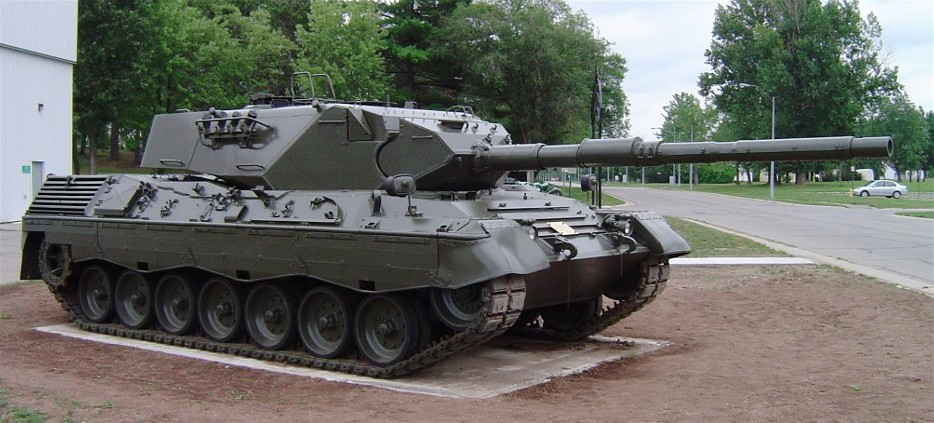
豹1A3

炮塔重新設計，改為焊接結構和取消後方雜物籃從而令內部空間多了1.5立方公尺，新炮塔呈方形而前方向後傾斜，內裡採用了中空裝甲。
豹1A4和豹1A3的外表無分別，祇是改用了由德律風根公司研發的射控系統，其核心為一部射控電腦，而先前的豹一型所使用的是類似二戰坦克的光學式瞄準器。

### 豹1GR
加裝EMES-18火控設備與熱影像系統的豹1A3戰車。

### 豹1A1A1

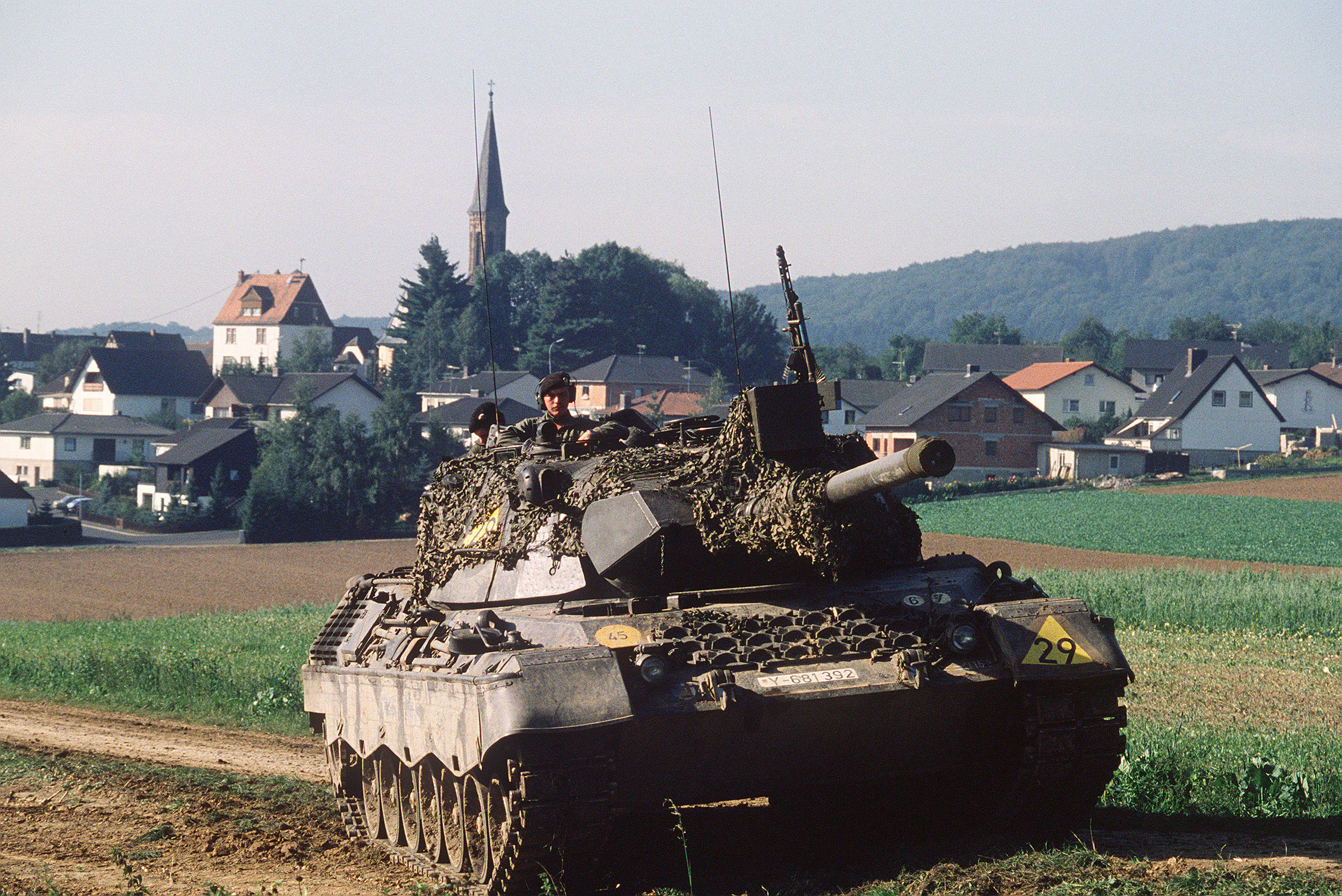
豹1A1A1

把原先的豹1A1和豹1A2的鑄造式炮塔加上7塊附加裝甲。
注：另有换装120mm Rh120 L/44滑膛炮的实验性改型。

### 豹1A5

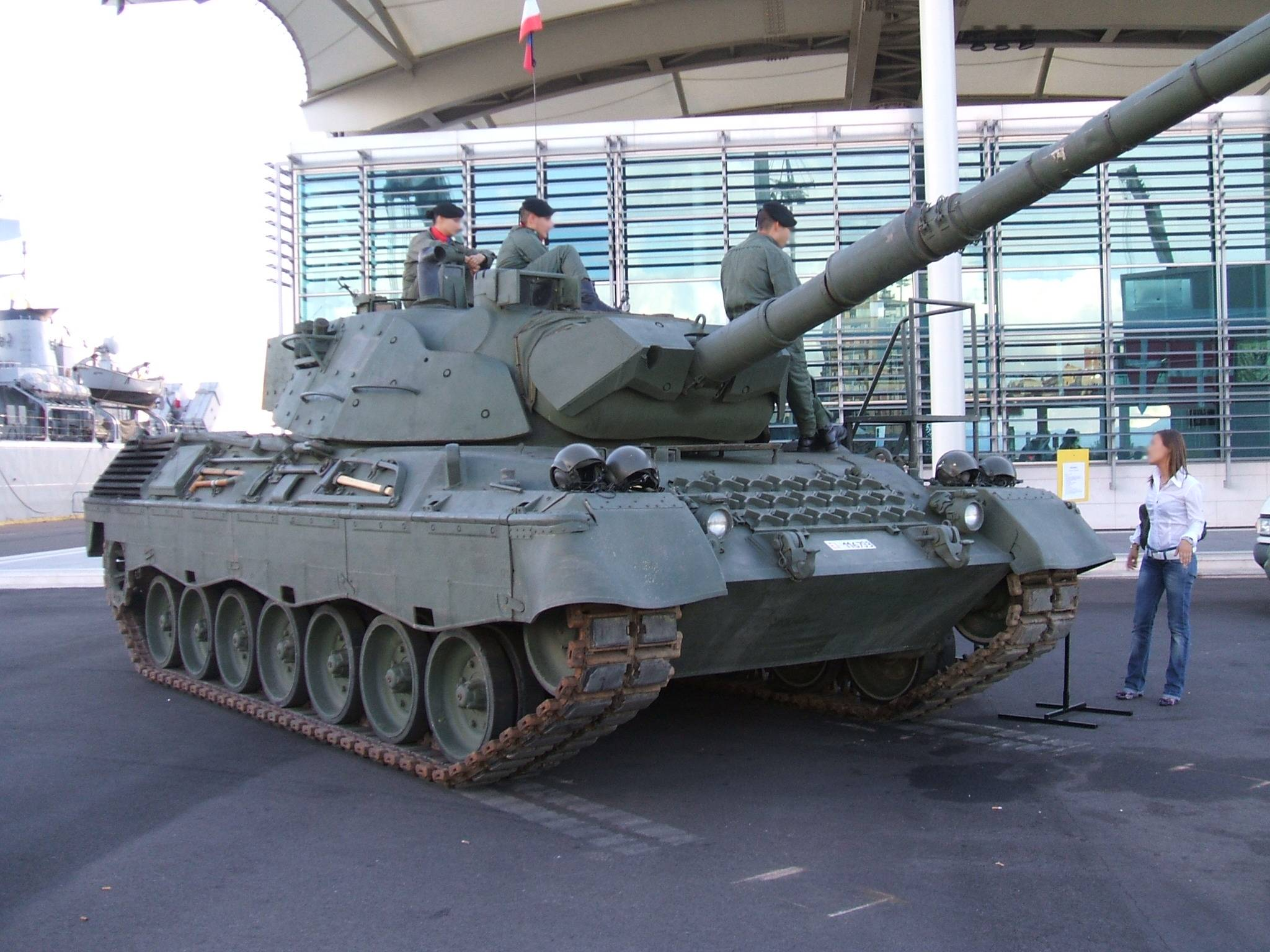
意大利軍的豹1A5

豹1A5是豹1A1A1的射控強化型，用微光夜視器取代紅外線夜視器，此外用二氧化碳雷射測距器取代光學測距器從而取消原先在炮塔兩側的光學側距儀，最大改進是採用了和豹2型坦克相同的射控系統。

## 使用或管有的國家及公司
- 西德（生產國）→ 德国（生產國）

曾擁有各型豹1型2,437輛，但已經全數除役，只有架橋車和回收車等版本仍繼續使用。
- 義大利

1970年意大利買了200輛和之後受權生產880輛，全為豹1A2，之後被改良為豹1A5。
- RUAG （页面存档备份，存于）

在2016年向義大利軍方買下96輛豹一戰車作為儲備，打算翻新後再出售給第三國，沒有打算要賣給瑞士軍，這些戰車也從未在瑞士軍服役，甚至也沒儲放在瑞士，至今仍放在義大利。由於俄羅斯入侵烏克蘭，德國在2023年有意購入RUAG公司的豹1A5戰車轉交希臘，而希臘則挑選車況較佳的庫存早期型豹1戰車，在德國資助下完成系統與裝甲升級後，交付烏國。
- 比利时

比利時是豹1型第一個外銷國，因此是豹1基本型，總共有334輛，此批豹1改名為豹1BE，改用比利時國產的MAG機槍，此批豹1於1975年進行改良，包括改用比利時國產的SABCA射控系統。
1970年買了90輛豹1A3，此批豹1改名為豹1AS，強化空調系統以應付澳洲炎熱的氣候，此外還換裝比利時的SABCA射控系統。
- 巴西

250輛前德國陸軍二手的豹1A5和128輛豹1A1，由2009年開始運交至2012年。
- 加拿大

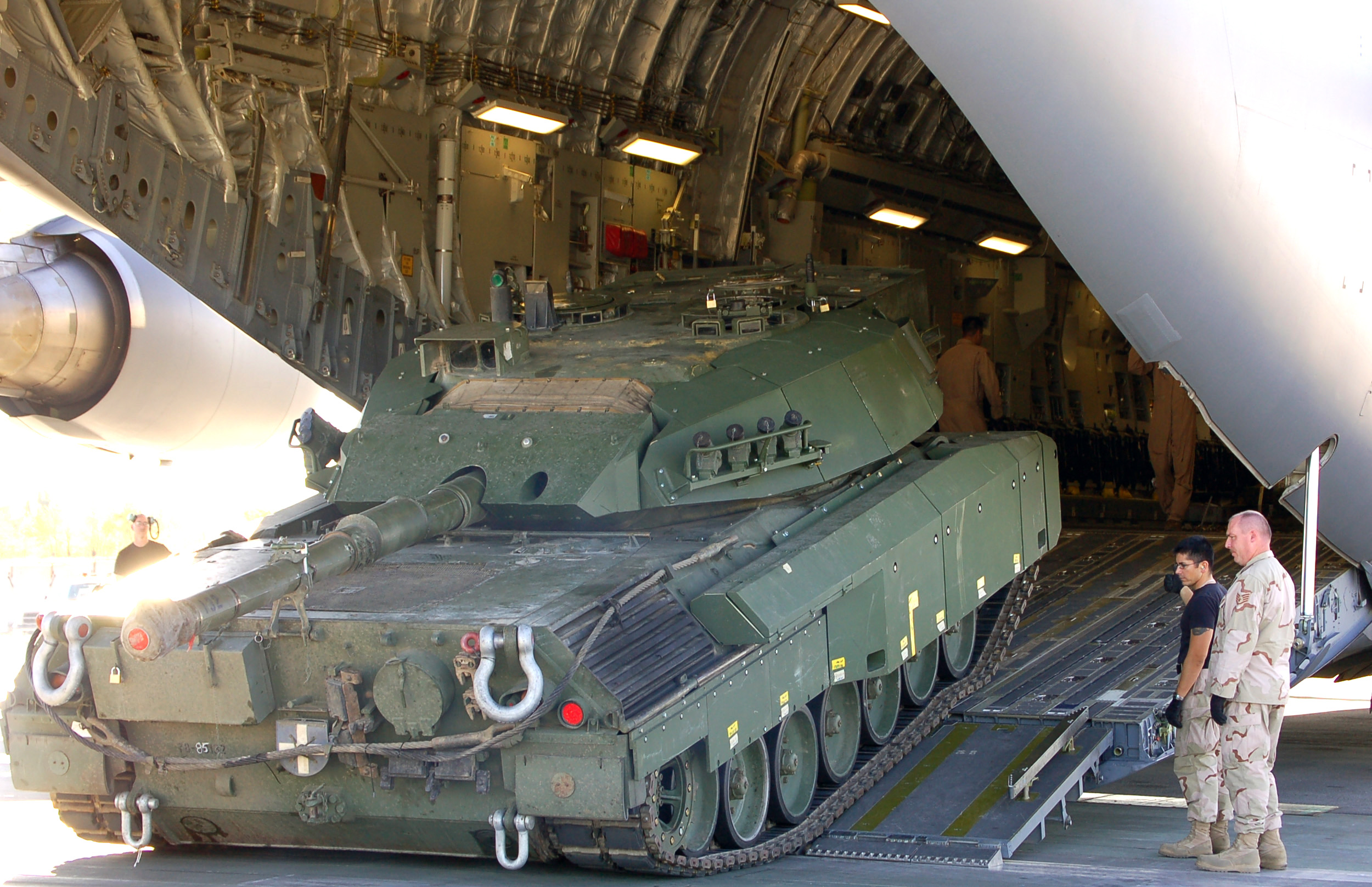
加拿大豹C2

1978年加拿大買了114輛豹1A3，此批豹1改名為豹C1，改用比利時的SABCA射控系統和MAG機槍，之後又買了123輛豹1A5並改名為豹C2，加拿大軍的豹C2曾用於阿富汗戰場。
- 黎巴嫩

40輛比利時二手的豹1BE型。
- 荷蘭

468輛豹1基本型，改用比利時MAG機槍並改名為豹1NL，1969年至1972年交付，後來此批豹1NL按照豹1A1A1的規格改良成為豹1V型。
- 挪威

1971年買了78輛豹1A1並改名為豹1NO，1994年按照豹1A5的規格昇級改良，已於2011年全數退役。
- 土耳其

1982年買了77輛豹1A3，1990年又買了一批豹1(型號不詳)，之後又買了80輛豹1A1
- 希腊

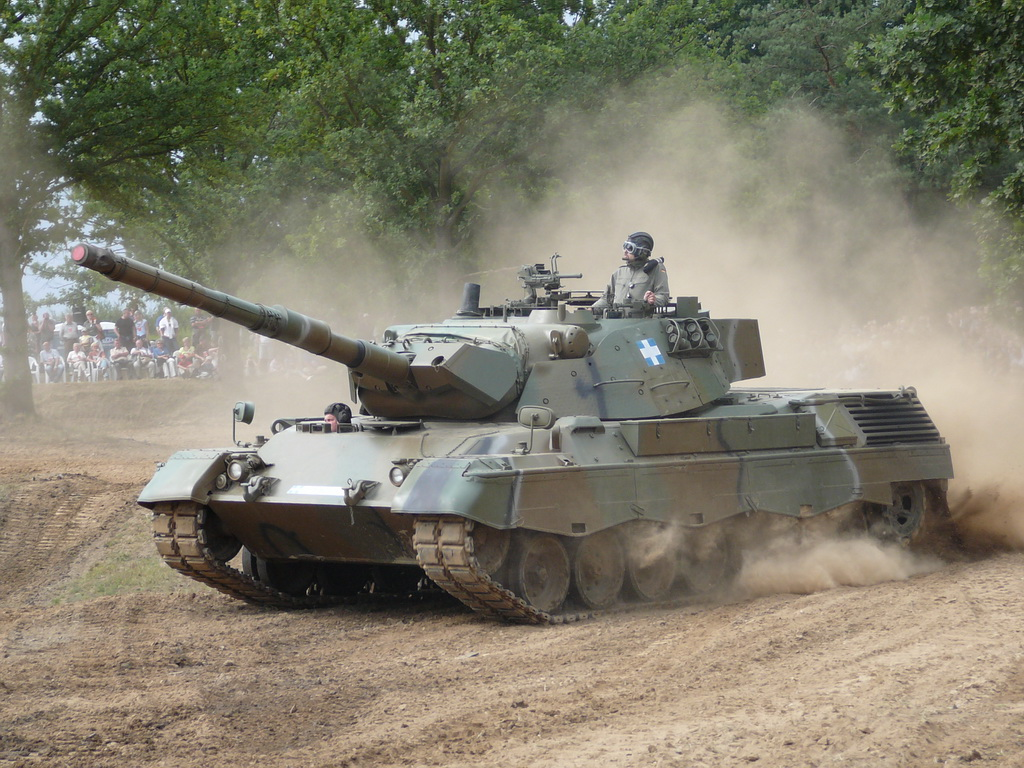
希臘的豹1V

1981年買了106輛豹1A3並改名為豹1GR，後來又從荷蘭買了170輛豹1V型。由於俄羅斯入侵烏克蘭，德國在2023年有意購入RUAG公司的豹1A5戰車轉交希臘，而希臘則挑選車況較佳的庫存早期型豹1戰車，在德國資助下完成系統與裝甲升級後，交付烏國。
- 丹麦

1974年買了120輛豹1A3並改名為豹1A3DK型。
- 智利

150輛從荷蘭買的豹1V，其中已出售了30輛給厄瓜多爾。
30輛從智利買的荷蘭二手豹1V型。
- 乌克兰

德國軍火商萊茵金屬在2022年4月表示，可提供烏克蘭50輛從其他國家退役的豹一型主戰車，最快六週內就可交貨。而到2023年5月烏克蘭總統弗拉基米尔·泽连斯基訪問德國期間，從德國獲得了30輛豹1主戰坦克。軍聞網站「Army Recognition」2023年8月28日報導，德國政府已向希臘政府提案，願為希臘庫存100餘輛早期型豹1戰車進行整修與升級，並轉用於軍援烏克蘭。

## 流行文化
《戰車世界》（在德國科技樹以Leopard 1做為X階中型戰車登場，另有原型車Leopard Prototyp A為IX中型戰車）
在2015年OB的電腦線上遊戲《装甲战争》中以Leopard 1作為供應商Wölfli之Leopard Variant MBTs科技樹裡的3階主戰坦克登場
《戰爭雷霆》裡Leopard 1為德國五階坦克 Leopard 1A1A1/1A5為德國和義大利六階坦克，裝備Rh-120滑膛砲的豹1A1A1則作為德國六階禮包車。

## 资料来源
1. 1 2 3 4  . 青年日報.   [2023-08-31]. （原始内容存档于2023-08-31） （中文（臺灣））.
2. ↑  . Yahoo News. 2023-06-29  [2023-08-31]. （原始内容存档于2023-08-31） （中文（臺灣））.
3. ↑  . 自由時報電子報.   [2022-05-24]. （原始内容存档于2022-05-24）.
4. ↑  . 大紀元時報 香港｜獨立敢言的良心媒體. 2023-05-16  [2023-05-23]. （原始内容存档于2023-05-23） （中文（香港））.

## 外部連結
- 德国豹1主战坦克